# Bensultap
Bensultap ist ein Wirkstoff zum Pflanzenschutz und eine chemische Verbindung aus der Gruppe der Thiosulfonsäureester und Aminoverbindungen.

## Gewinnung und Darstellung
Bensultap kann durch Reaktion von 2-Dimethylamino-1,3-dichlorpropan·Hydrochlorid mit Natriumphenylthiosulfonat gewonnen werden.

## Eigenschaften
Bensultap ist ein weißer geruchloser Feststoff, der gering löslich in Wasser ist. Er zersetzt sich ab einer Temperatur von 150 °C und hydrolysiert in Wasser langsam.

## Verwendung
Bensultap wird als Insektizid (Nereistoxin analoges Insektizid) gegen Schädlinge wie Coleoptera und Lepidoptera eingesetzt.

## Zulassung
In der Schweiz waren Bensultap-haltige Präparate zur Bekämpfung von Ackerschnecken und Wegschnecken zugelassen, die Bewilligung wurde jedoch beendet.
In den EU-Staaten einschließlich Deutschland und Österreich sowie in der Schweiz sind heute keine Pflanzenschutzmittel mit dem Wirkstoff Bensultap mehr zugelassen.